# Podocalixina
La podocalixina (també anomenada GCTM-2 antigen, Gp200, Podocalyxin-like proteïna 1, PC, o PCLP-1, i codificada pel gen PODXL - també anomenat PCLP o PCLP1) és una sialoglicoproteïna que forma part de la família de les proteïnes transmembrana CD34. És expressada pels podòcits renals, progenitors hematopoiètics, endotelis vasculars i un subconjunt de neurones, on desenvolupa funcions d'adhesió, antiadhesió i morfogènesi cel·lular. La seva mutació i sobre expressió està implicada en el desenvolupament i malignitat de diversos càncers.

## Estructura

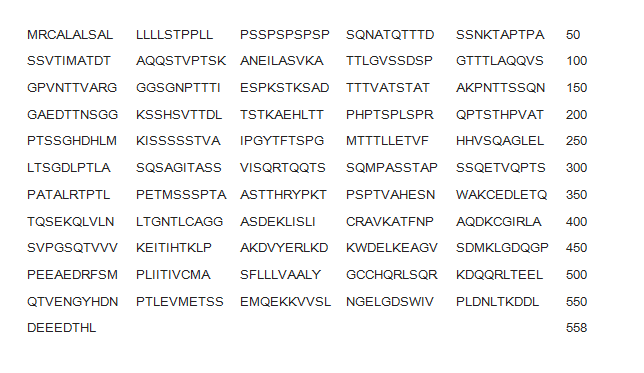
Seqüència d'aminoàcids de la podocalixina

La podocalixina és una proteïna formada per una cadena de 558 aminoàcids, la seqüència dels quals ja es coneix completament. Aquesta seqüència canònica requereix un procés de maduració perquè és un precursor químic.

### Isoformes
La podocalixina presenta duesisoformes. Per una banda la seqüència canònica forma l'isòmer1, de 558 aminoàcids, en canvi l'isòmer2 està format per 526aminoàcids, ja que tota la seqüència del 236 al 268 se substitueix per una prolina.

### Dominis
L'estructura terciària de la proteïna podocalixina està situada en tres regionssubcel·lulars diferents, igual que les altres proteïnes transmembrana CD34. Una cadena de 439 aminoàcids que s'inicia al 23 i finalitza al 461 es localitza a la zona extracel·lular. Aquesta seqüència de la cadena constitueix tres dominis. La part més externa és rica en serina, treoninayprolines i està o-glucosiladaisialitzada, afavorint així la N-glucosilació. El domini intermedi és globular i té adherides cisteïnes, i per acabar hi ha un dominijuxtaposata la membrana plasmàtica. La següent seqüència de 21 aminoàcids de llargada, del 462 al 482, travessa la bicapa lipídica de la membrana plasmàtica plegada en forma deα-hèlix. Aquest domini només té un únic pas a través de la membrana. L'última seqüència d'aminoàcids, del 483 al 558, és al citoplasma formant el dominiintracel·lular amb nombrosos llocs de fosforilació.

### Formació de la molècula i modificacions post-traduccionals
A l'inici de la seqüència d'aminoàcids de la proteïna, hi ha un pèptid de senyalització N-terminal de 22 aminoàcids de llargada. Aquests aminoàcids estan col·locats en un ordre particular i són els primers que apareixen quan s'està sintetitzant la cadena polipeptídica, de manera que el pèptid de senyalització decideix sobre el destí, la ruta de transport i l'eficiència de secreció d'una proteïna. En aquest cas, el pèptid de senyalització és reconegut per la SRP (Signal Recognition Particle), que envia la proteïna al reticle endoplasmàtic per ser secretada.
De l'aminoàcid 23 al 558, està formada la cadena polipeptídica madurada.
Les modificacions posttraduccionals són aquelles que es produeixen un cop la proteïna està completament sintetitzada.

#### Modificacions dels aminoàcids
- N-glucosilació: Les asparagines que hi ha les posicions 33, 43, 104, 144 i 360 de la seqüència d'aminoàcids de la podocalixina són N-glucosilades, és a dir, s'uneixen a N-acetil-glucosamina a través de l'àtom de nitrogen de l'oligosacàrid.
- Fosforilació: Les serines que hi ha a les posicions 529 i 37 de la seqüència d'aminoàcids de la podocalixina i la treonina que es troba a la posició 556 són fosforilades i es transformen en fosfoserines i fosfotreonina, és a dir, adquireixen un grup fosfat.

## Proteïnes que interaccionen amb la podocalixina
Gran part de les proteïnes que interaccionen amb la podocalixina ho fa a la part citosòlica. En són exemples dues proteïnes de la família PDZ-ezrina-radixina-moesina fosfoproteïna 50, anomenades NHERF2 i NHERF1, que són lligands intracel·lulars. Aquestes proteïnes NHERF tenen molts dominis d'interacció amb altres molècules, cosa que facilita la formació de complexes connectats al citoesquelet d'actina i la intervenció en gran quantitat de processos biològics. Aquests dominis són el C-terminal, d'unió ezrina-radixina-moesina (ERM) i dos dominis d'unió a PDZ.
La podocalixina interacciona amb la ezrina, proteïna d'unió a l'actina, a través de les proteïnes NHERF: aquesta proteïna està unida per
una banda a la ezrina, i per altra a PDZ, que interacciona amb el domini citosòlic de la podocalixina. A més d'aquesta unió indirecta de la podocalixina amb el citoesquelet d'actina, la interacció pot ser directa mitjançant la unió del domini de la podocalixina juxtaposat a la membrana citoplasmàtica amb l'extrem N-terminal de la ezrina. La podocalixina associada a ezrina recluta RhoGDI i allibera GPD-RhoA. En contacte amb NHERF2 es transforma en GTP-RhoA i interacciona amb proteïnes efectores que permeten a connexió amb l'actina.
El mecanisme gràcies al qual la podocalixina es dissocia del citoesquelet d'actina és possible gràcies a la fosforilació de la cortactina.
També interacciona amb diferents transportadors de membrana com el canal de clorur en podòcits i el transportador de glucosa 3, regulant la seva expressió en membranes de cèl·lules mare multipotents malignes.
L'única proteïna coneguda que interacciona amb el domini extracel·lular de la podocalixina és la L-selectina, que promou l'adhesió dels limfòcits a l'endoteli vascular dels teixits limfoides.

## On actua?
La podocalixina s'expressa en diferents compartiments, cèl·lules i teixits. Apareix al ronyó, a la superfície apical dels podòcits glomerulars, a les tres capes germinals que es formen durant l'embriogènesi (mesoderma, ectoderma i endoderma), a l'endoteli vascular, als hematopoètics progenitors, a la línia cel·lular WiT49 (provinent del tumor de Wilms), a les extensions megacariocítiques que participen en la producció de plaquetes, a les cèl·lules mesotelials que envolten els òrgans (afavorint la seva protecció), al cervell, a la barrera hematoencefàlica, a les cèl·lules mare hematopoètiques, embrionàries i mesenquimàtiques multipotents, als hemangioblasts i a les cèl·lules CHO (Chinese Hamster Ovary).
La seva expressió es pot veure regulada i estimulada per altres proteïnes o inhibida per determinats inhibidors. Per exemple, el procés de transcripció pel qual passa el gen que codifica la podocalixina específica de teixit està regulat pel factor de transcripció Sp1 i la metilació en el promotor d'illes CpG. En canvi, durant el desenvolupament dels podòcits, l'expressió de la proteïna es veu regulada per la cooperació dinàmica amb el complex BASP1/WT1, que s'uneix al promotor de la podocalixina. A les cèl·lules CHO, on a nivell intracel·lular s'expressa a l'aparell de Golgi, a la membrana plasmàtica i en algunes vesícules i, a l'espai extracel·lular, també apareix com a resultat de la secreció a través de microvesícules o com un fragment soluble alliberat de l'ectodomini, els processos d'alliberació de podocalixina a l'espai extracel·lular estan afavorits per estimulació de PKC i inhibits per inhibidors de PKC o metaloproteasas.
En les cèl·lules epitelials, s'associa a la membrana basal (transitòriament) en forma de monòmer i, a la membrana apical, en forma d'oligomers, formant així les microvellositats d'aquesta capa. Això ho pot fer gràcies al fet que tant el domini ric en O-glicà del domini extracel·lular com la unió C-terminal (DTHL) del domini de la cua citoplasmática tenen una seqüència senyal que les permeten ser reconegudes pel compartiment target o receptor, en aquest cas la membrana apical d'aquestes cèl·lules, durant el procés de sorting o de classificació. També s'uneix als filaments d'actina del citoesquelet mitjançant complexos a través de les proteïnes NHERF i Ezrina, 3,19,54.
La membrana apical dels podòcits renals té associat un glicocàlix ric en àcid siàlic i, per tant, majoritàriament compost per podocalixina. El manteniment d'aquesta estructura és molt important perquè es pugui donar correctament el procés de filtració. En condicions normals, sembla que la podocalixina altera la distribució de les unions estretes i les pot fer desplaçar-se cap a una zona més propera a la capa basal. En canvi, en els podòcits amb dèficit de podocalixina no es pot produir aquesta migració de les unions i això fa que el ronyó perdi funcionalitat i es desenvolupi una malaltia.
També comença a expressar-se en tots els teixits hematopoèticament actius entre els dies 10 i 12 del procés embrionari fins a assolir, per exemple en el fetge, un 75% d'expressió. En canvi, en els adults la seva expressió es veu molt més restringida.
Recentment s'ha pogut observar que la podocalixina també té un paper important en el Sistema Nerviós. Durant la vida de l'ésser humà, quan hi ha un nivell més alt de la proteïna en aquest sistema és als estadis post-natals i concretament a la placa cortical, hipocamp, cerebel i alguns nuclis basals del prosencèfal. La seva funció principal és regular el desenvolupament de les neurones gràcies a les seves formes siliades i no sialiades, les quals interaccionen amb altres proteïnes intracel·lulars i almenys un lligand extracel·lular i li permeten adquirir un paper adhesiu o antiadhesiu. Participa en la neuritogènesi, ramificació, elongació i fasciculació axonal i en la sinaptogènesi en el sistema nerviós central i neuromuscular.

## Funcions
La podocalixina, com a substrat natural que és, està implicada en diversos processos i reaccions metabòliques de l'ésser humà. Aquestes estan relacionades amb l'adhesió, l'antiadhesió i la morfologia cel·lular, la formació de túbuls de les cèl·lules epitelials dels ronyons, la diferenciació de cèl·lules hematopoètiques, etc.

### Adhesió

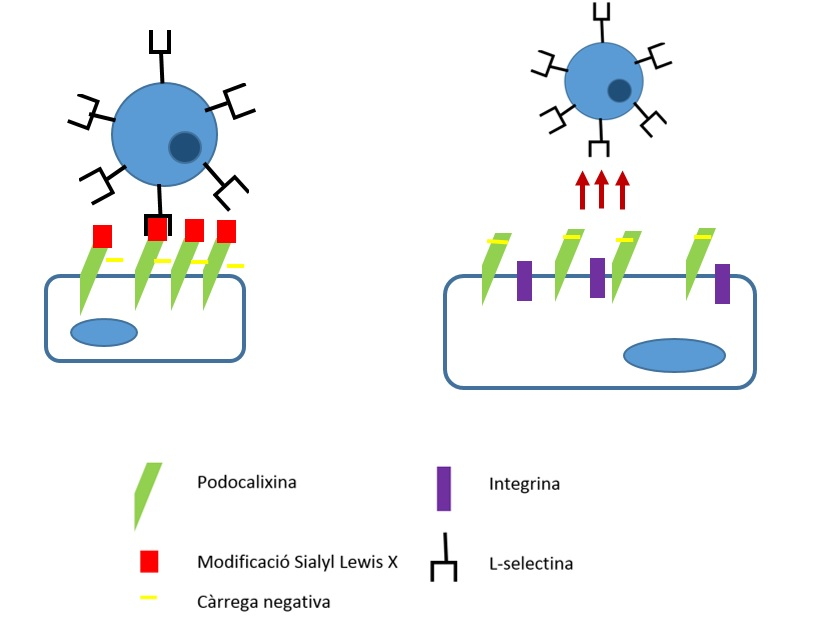
Esquema simplificat del procés d'adhesió (a l'esquerra) i anti adhesió (a la dreta) cel·lular detallat anteriorment.

La podocalixina, en concret, és una proteïna amb un paper clau en l'adhesió dels limfòcits a l'endoteli vascular dels teixits limfoides. Es troba altament glucosada i amb la modificació Sialyl Lewis X (unió d'un tetrasacàrid a la part glucosada de la podocalixina), fet indispensable per tal que es doni l'adhesió. En aquest procés, la podocalixina es podria entendre com un receptor de membrana, ja que la L-selectina, expressada pels limfòcits, reconeix el tetrasacàrid unit a la part glucosilada de la podocalixina i aleshores es produeix la unió cel·lular entre els limfòcits i les cèl·lules de l'endoteli dels teixits limfoides.

### Anti adhesió
En contraposició a l'explicat en el paràgraf anterior, diversos estudis han provat que la podocalixina, i les proteïnes de la família CD34 a la qual pertany, també poden regular el procés d'antiadhesió cel·lular. El bloqueig de l'adhesió es dona per repulsió de càrregues electroestàtiques entre el domini extracel·lular de la podocalixina, que està altament gulcosilat i carregat negativament, i els lligands o L-selectines dels limfòcits. Al crear-se aquesta repulsió els lligands no poden interaccionar amb les integrines i, per tant, no es pot donar l'adhesió. Aquesta funció va ser confirmada experimentalment en diverses ocasions: En una d'elles es va observar com en cèl·lules amb sobre-expressió de podocalixina es donava una disminució de l'adhesió cel·lular i una reducció també de l'habilitat per formar monocapes de cèl·lules.

### Morfogènesi cel·lular
Aquesta funció es va definir gràcies a diversos estudis científics que permetien observar diverses evidències com ara un increment de la formació de microvellositats en cèl·lules http://www.ncbi.nlm.nih.gov/pubmed/9874698 MDCK i http://www.mcf7.com/ MCF-7 en les quals s'expressava notablement lapodocalixina. Es va determinar que aquest efecte depèn del domini extracel·lular de la podocalixina perquè en suprimir-ne el domini intracel·lular es seguia induint el procés de formació de microvellositats i, en canvi, en suprimir el domini extracel·lular aquest procés es veia abolit. També es va apreciar una significativa expressió de podocalixina en cèl·lules amb una morfologia cel·lular caracteritzada per complexes extensions de membrana com ara les neurones i els podòcits dels ronyons, ja que tenen un citoesquelet molt ramificat.

## Malalties relacionades amb la podocalixina

### Implicació en malalties renals
El glomèrul és la unitat anatòmica funcional del ronyó encarregada de la filtració del plasma sanguini. Està constituït per una xarxa de capil·lars rodejats totalment per podòcits a través del pedicels (prolongacions dels podòcits), interdigitats els uns amb els altres. Els espais entre pedicels adjacents formen les ranures de filtració i estan coberts per una membrana molt prima anomenada diafragma. Els podòcits contenen a la seva cara externa podocalixina, les càrregues negatives de les quals són les responsables de mantenir els diafragmes oberts. Per tant, el manteniment d'aquesta estructura és necessari per una filtració òptima i una manca de podocalixina suposaria la seva pèrdua i la consegüent aparició de malalties com la nefropatia diabètica.
La nefrosis per aminonucleòsid de puromicina i la perfusió de sulfat de protamina són els dos models animals de malaltia glomerular. En ambdós casos es produeix patologia renal per la neutralització de les càrregues negatives de la podocalixina i el desplaçament o reemplaçament dels diafragmes per unions més dèbils. La injecció intraperitoneal de sialidasa produeix el mateix efecte.
Recents estudis han descrit un augment de la fosforilació en aquestes situacions patològiques. La fosforilació de la serina 415 (de la podocalixina) disminueix la unió de la podocalixina a l'ezrina, alliberant RhoGDI i suprimint l'activitat de RhoA. Aquesta supressió prevé la fosforilació de la ezrina via supressió de PIP2 i això emmascara el lloc d'unió de l'ezrina a l'actina. El resultat és la dissociació de la podocalixina del citoesquelet d'actina.

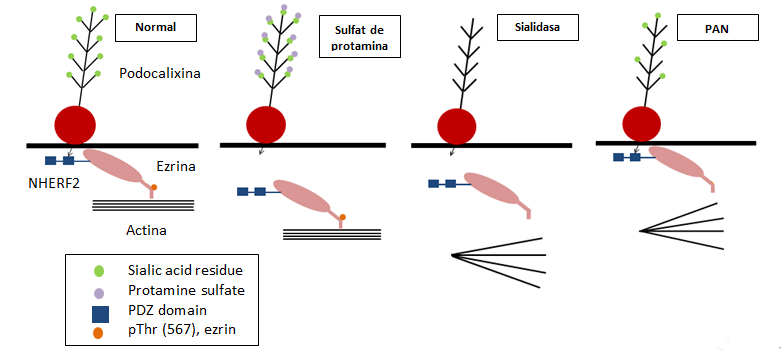
Podocalixina a malalties glomerulars

### Implicació en càncer
La podocalixina també està implicada en el desenvolupament i malignitat de diversos càncers: càncer testicular, adenocarcinoma ductal pancreàtic, carcinoma hepatocel·lular, càncer de pròstata, càncer de mama, càncer de còlon, leucèmia, tumor de Wilms i càncer d'ovari.
És sobre expressada en carcinomes hepatocel·lulars, en un subconjunt de càncers de testicles i en leucèmies. És sobre produïda o mutada en càncers de pròstata, de mama, adenocarcinomes ductals pancreàtics i tumors de Wilms altament agressius. Malgrat que les raons d'aquesta desregularització i expressió anormal de la podocalixina en circumstàncies malignes no són del tot clares, la seva associació amb els casos més agressius i el seu paper en la regulació de l'adhesió cel·lular suggereixen que poden facilitar la metàstasi. Per tant, una investigació exhaustiva de les activitats normals de la podocalixina pot facilitar el desenvolupament de noves estratègies de tractament del cáncer.